# Vincent Schopenhauer
Vincent Schopenhauer, pseud. "Happy" (ur. 23 listopada 1991) – francuski zawodowy gracz Counter-Strike’a: Global Offensive. Były reprezentant formacji Epsilon eSports, VeryGames, Recursive, Team Envy, Team Vitality, Team LDLC i Team eXtensive. Zwycięzca i najlepszy zawodnik DreamHack Winter 2014.

## Życiorys
Schopenhauer rozpoczął zawodowe granie w Counter-Strike’a 12 czerwca 2012 roku, kiedy dołączył do amatorskiej drużyny Quality-Serveur. Pozostał w niej do 20 sierpnia 2013 roku, wszedł wówczas w skład drużyny Team LDLC, z którą wygrał turniej DreamHack Winter 2013. 
1 lutego 2015 dołączył do Team Envy, z którym osiągnął pierwsze miejsce w rankingu najlepszych drużyn Counter-Strike’a: Global Offensive w serwisie HLTV. Do największych sukcesów Vincenta Schopenhauera należy między innymi wygrana w turnieju DreamHack Open Cluj-Napoca 2015 1 listopada 2015, gdzie w finale Team Envy pokonało Natus Vincere. 
20 czerwca 2018 roku Team Envy zwolniło swój skład CS:GO, przez co „Happy” pozostał bez drużyny. Pod koniec września 2018 roku, zawodnik dołączył do zespołu Waterboys, który 8 października został przejęty przez Team Vitality. 8 kwietnia 2019 Vincent opuścił Team Vitality i ponownie dołączył do Team LDLC. 2 stycznia 2020 roku jedno z zagrań Vincenta Schopenhauera zostało wybrane najlepszą akcją dekady w Counter-Strike’u. 8 stycznia Team LDLC postanowiło gruntownie przebudować skład, przez co Happy opuścił drużynę.
W swojej karierze gracza serii Counter-Strike zarobił z wygranych turniejów łącznie ok. 492 tysiące dolarów.

## Sukcesy[9][10]

### LDLC
- DreamHack Valencia 2014
- SLTV StarSeries XI Finals
- DreamHack Winter 2014
- MLG X-Games Aspen 2015

### Envy
- Gfinity 2015 Spring Masters 1
- SLTV StarSeries XII Finals
- Gfinity 2015 Summer Masters 1
- IEM Gamescom 2015
- DreamHack Open London 2015
- Gfinity 2015 Champion of Champions
- DreamHack Open Cluj-Napoca 2015
- Game Show Global eSports Cup 2016 Finals
- WESG 2016 World Finals

### Indywidualne
- MVP DreamHack Winter 2014
- MVP MLG X-Games Aspen 2015
- MVP SLTV StarSeries XII Finals
- MVP IEM Gamescom 2015

### Top 20 HLTV
- 10. najlepszy gracz 2014 roku według serwisu HLTV[11]
- 8. najlepszy gracz 2015 roku według serwisu HLTV[12]